# Apolipoproteine
Als Apolipoproteine (Apo- von altgriechisch άπό ‚Ab-, Weg-‘) bezeichnet man den Proteinanteil der Lipoproteine (u. a. Chylomikronen, VLDL, LDL, IDL, HDL), der die wasserunlöslichen Lipide im Blut transportiert. Die Apolipoproteine bilden zusammen mit Phospholipiden die wasserlösliche (hydrophile) Oberfläche der Lipoproteine, wo sie als strukturelles Gerüst und/oder Erkennungs- und Andockmolekül z. B. für Membranrezeptoren fungieren.

## Aufbau, Struktur, Funktion
Da die Apolipoproteine mit Ausnahme der ApoBs zwischen einzelnen Lipoproteinpartikeln hin- und herwechseln können, ändert sich die Kombination der unterschiedlichen Apolipoproteine auf einem Lipoprotein mit fortschreitender Verstoffwechselung im Blutkreislauf. Die Apolipoprotein-Zusammensetzung zeigt die aktuelle Lipidzusammensetzung des Lipoproteins an und dirigiert es in die jeweils nächste Phase seines Stoffwechselweges, bis es schließlich in eine Körperzelle, in den meisten Fällen eine Leberzelle, aufgenommen wird.
Produziert werden Apolipoproteine in den Geweben, die Lipoproteine synthetisieren, d. h. insbesondere in der Leber und im Dünndarm. Die Namen der Apolipoproteine sind historisch bedingt (ApoAs wurden zuerst in HDL, ApoBs in LDL und ihren Vorläufern und ApoCs in VLDL gefunden) und setzen sich in der Regel aus einem Großbuchstaben und ggf. einer nachgestellten Zahl zusammen. Die nachfolgende Tabelle enthält Angaben zu einigen wichtigen der bekannten Apolipoproteine.
| Apolipoprotein                | Molekülmasse (kDa)              | Vorkommen                                | Haupt-Syntheseort  | Funktion                                                                             |
| ----------------------------- | ------------------------------- | ---------------------------------------- | ------------------ | ------------------------------------------------------------------------------------ |
| ApoA-I                        | 29                              | HDL, Chylomikronen                       | Leber, Darm        | Aktivator der LCAT                                                                   |
| ApoA-II                       | 17,4                            | Chylomikronen, HDL                       | Darm               | Strukturelement, Aktivator der hepatischen Lipase                                    |
| ApoA-IV                       | 39                              | Chylomikronen, HDL                       | Leber              | Aktivator der LCAT                                                                   |
| Apo(a)                        | 300 bis 800 (genetisch bedingt) | Lp(a)                                    | Leber              | unbekannt, Risikofaktor für KHK                                                      |
| ApoB-48 (nicht austauschbar)  | 260                             | Chylomikronen, Remnants                  | Darm               | Chylomikronen(-Remnant)-Struktur                                                     |
| ApoB-100 (nicht austauschbar) | 550                             | VLDL, IDL, LDL                           | Leber              | Ligand für die zelluläre Aufnahme (ApoB-100 Rezeptor) (Endozytose über LDL-Rezeptor) |
| ApoC-I                        | 7                               | HDL, Chylomikronen, VLDL                 | Leber              | Aktivator der LCAT                                                                   |
| ApoC-II                       | 9                               | Chylomikronen, -Remnants, VLDL, HDL      | Leber              | Aktivator der Lipoproteinlipase                                                      |
| ApoC-III                      | 9                               | Chylomikronen, -Remnants, VLDL, HDL      | Leber              | Inhibitor der Lipoproteinlipase                                                      |
| ApoD                          | 33                              | HDL                                      | Leber              | Aktivator der LCAT, Strukturelement                                                  |
| ApoE                          | 35                              | Chylomikronen, -Remnants, VLDL, IDL, HDL | Leber, Makrophagen | Ligand für die zelluläre Aufnahme (Endozytose über ApoE-Rezeptor)                    |

Strukturell ähneln sich die ApoA- und ApoC-Proteine sowie ApoE, da sie viele, sich wiederholende, amphipathische α-Helices enthalten, die auf genetischer Ebene aus Tandem-Wiederholungen von 11 Codons bestehen und daher sehr wahrscheinlich aus einem Ursprungsgen evolviert sind. Interessanterweise liegen diese Gene auf zwei Gencluster verteilt im menschlichen Genom dicht beieinander: ApoC-I/-II/-IV/ApoE auf Chromosom 19q3.2-q3.3 und ApoA-I/-IV/-V/ApoC-III auf Chromosom 11q23-q24. Im Gegensatz dazu werden die beiden ApoB-Proteine von einem einzigen Gen transkribiert (ApoB-48 entsteht durch RNA-Editing – beim Menschen ausschließlich im Dünndarmepithel) und bestehen überwiegend aus ausgedehnten amphipathischen β-Faltblatt-Strukturen, die vermutlich für die starke Assoziation mit dem Lipidkern verantwortlich sind.
Eine Reihe von Erkrankungen des Fettstoffwechsels können auf Defekte der Produktion von Apolipoproteinen oder deren Andockstellen an der Zellwand (z. B. des LDL-Rezeptors) zurückgeführt werden. Die Messung der Blutspiegel der verschiedenen Apolipoproteine ist Teil der Diagnose dieser Erkrankungen, deren klinische Relevanz insbesondere deshalb hoch ist, weil ein gestörter Fettstoffwechsel in der Regel Einfluss auf das Arteriosklerose-Risiko und damit auf die Lebenserwartung des Patienten hat.
ApoA-I(M), eine genetische Variante des ApoA-I, der so genannte Typ Milano, wird derzeit daraufhin untersucht, ob er sich als Therapeutikum für die Atherosklerose eignet, da die Träger dieses Merkmals, die der Mailänder Fettforscher Cesare Sirtori im Ort Limone sul Garda am Gardasee fand, durch langes Leben und gering ausgeprägte Atherosklerose gekennzeichnet sind.
Entgegen der üblichen Tatsache, dass ein hohes HDL ein Schutzfaktor vor der Arteriosklerose ist, haben die Träger des ApoA-I(M) niedrige HDL-Werte. ApoA-I(M) ist durch einen Aminosäureaustausch in der Lage zu dimerisieren, hat dadurch eine längere Plasmahalbwertszeit, kann effizienter Cholesterin mobilisieren und führt vermutlich auf diese Weise zu einer Reduktion atherosklerotischer Plaques.